# 国立国
国立国（くにたちこく）は、作家同士の交流の場として設立された美術団体である。

## 概要
国立市を中心とした西東京で主に活動。
不定期ではあるもののコンスタントに美術展覧会などのイベントを行っている。国立国が運営する展覧会にはプロ、アマ問わず多様な作家が参加。